# مهدي أبو ديب
مهدي عيسى مهدي أبو ديب (ولد في 31 ديسمبر 1962) هو مؤسس ورئيس جمعية المعلمين البحرينية ومساعد الأمين العام لاتحاد المعلمين العرب وكاتب صحفي في جريدة الوسط. بسبب دوره في الاحتجاجات البحرينية ألقي القبض عليه وحكم عليه بالسجن لمدة عشر سنوات. تم تخفيض عقوبته في وقت لاحق لمدة خمس سنوات من قبل محكمة الاستئناف. منظمة العفو الدولية تعتبره من سجناء الرأي.
درس الفن في جامعة بغداد. في وقت لاحق أصبح المعلم في مدارس وزارة التربية والتعليم. في عام 2001 تمت ترقيته أبو ديب إلى اختصاصي إشراف تربوي لاتخاذ المسؤولية عن الخطوط العريضة لبرنامج دراسة الفنون والدورات التي تقدمها المدارس الحكومية. أسس جمعية المعلمين البحرينية في نفس العام لتمكين دور المعلمين وإنصافهم وانتخب رئيسا لها. في عام 2009 حصل على درجة الدكتوراه في التربية من جامعة الخليج العربي. في عام 2010 انتخب الأمين العام المساعد لاتحاد المعلمين العرب.

## الانتخابات النيابية 2006
خاض أبو ديب الانتخابات النيابية 2006 مرشحا في الدائرة الثالثة بالمحافظة الوسطى عن جمعية الوفاق الوطني الإسلامية ولكنه خسر في جولة الإعادة من إبراهيم الحادي مرشح جمعية المنبر الوطني الإسلامي.

## دور في الاحتجاجات البحرينية
في فبراير 2011 بدأت على نطاق واسع الاحتجاجات المؤيدة لاسقاط النظام الملكي في البحرين كجزء من الربيع العربي. خلال الفترة ما بين 19 فبراير و16 مارس 2011 وعندما سمحت السلطات لاستمرار الاحتجاجات في دوار اللؤلؤة لعبت جمعية المعلمين البحرينية دورا هاما في الاحتجاجات بالمطالبة بنفس المطالب المشتركة مع المتظاهرين وضغطت على الحكومة لتحقيقها. كان أبو ديب هناك بشكل شبه يومي. وقالت ابنته مريم: (أنه يترك المنزل في الصباح ويعود في وقت متأخر من الليل وإذا لم يكن في الدوام فإنه كان يجتمع بالناس حول المدارس). في 20 فبراير دعت جمعية المعلمين البحرينية لمدة ثلاث أيام إضراب للمطالبة بإصلاحات في النظام التعليمي في البحرين والاحتجاج على قتل وقمع الناشطين من بينهم نسبة عالية من الطلاب. شارك أكثر من خمسة آلاف مدرس في الإضراب. عندما تم فرض الأحكام العرفية يوم 16 مارس دعت جمعية المعلمين البحرينية لإضراب آخر يدوم عشرة أيام.

### الاعتقال
بسبب استهداف الحكومة الناشطين الذين شاركوا في الاحتجاجات فقد اختبأ أبو ديب في بيوت أقاربه. يوم 20 مارس داهموا منزل والده في عالي 30 ضابط أمن بعد منتصف الليل وأجبروا صهره بإرشادهم إلى مكان اختباء أبو ديب. وصلوا متأخرين إلى مكان اختبائه حيث كان قد رحل فشرعوا في استجواب زوجته وابنته. ذكر موقع مرآة البحرين أن خلال الغارة فإن الشرطة صادرت الأوراق والأجهزة الإلكترونية.
بعد سبع محاولات فاشلة للقبض عليه اعتقل أبو ديب أخيرا في 6 أبريل حيث ألقي القبض عليه في منزل ابن عمه ونقل إلى السجن. ألقي القبض على ابن عمه علي مهنا سعيد أيضا وأفرج عنه في وقت لاحق من شهر أغسطس 2011.
في اليوم التالي أمرت وزارة التنمية الاجتماعية بحل جمعية المعلمين البحرينية لإصدار بيانات وخطب التحريض على المعلمين والطلاب والدعوة إلى إضراب في المدارس وتعطيل المؤسسات التعليمية بالإضافة إلى التلاعب على طلاب المدارس. أعلن المدعي العام العسكري أيضا أن أبو ديب اتهم بإصدار بيانات عن طريق جمعية المعلمين البحرينية تحرض على كراهية النظام السياسي وجرائم العنف.

### السجن
احتجز أبو ديب لأول مرة في مديرية التحقيقات الجنائية في العدلية ثم انتقل إلى سجن أسري ثم إلى سجن القرين العسكري وأخيرا إلى سجن جو. زعم أنه في أعقاب اعتقاله احتجز في الحبس الانفرادي لمدة 64 يوما وقال أيضا أنهم أجبروه على التوقيع على أوراق واعترف أمام الكاميرا لارتكاب ادعاءات ضده.
خلال إحدى جلسات الاستماع له ذكر أبو ديب أنه على الرغم مما يقال في السجن أن حالته الصحية بخير وكشف الفحص الطبي كان قد بين وجود كسر ضلعين والاحتكاك في الركبتين وهشاشة العظام وضعف في عضلات الرقبة.

## محاكمة
في 25 سبتمبر وضعت لأبو ديب محاكمة من قبل محكمة عسكرية مع نائب الرئيس جمعية المعلمين البحرينية جليلة السلمان بتهمة وقف العملية التعليمية وتعزيز الكراهية للنظام ونشر المعلومات ملفقة وتعزيز الإطاحة بالحكومة بالقوة. شهدت مباحث الأمن الوطني أن كلا من أبو ديب والسلمان قد أصدرا بيانات أدت إلى مشاكل داخل قطاع التعليم بأكمله في البحرين.
حكم على أبو ديب عشر سنوات في السجن بينما حكم على السلمان بالسجن لمدة ثلاث سنوات. في 12 ديسمبر تم تأجيل أول جلسة استماع لأبو ديب في محكمة الاستئناف العليا في 19 فبراير 2011 ثم تأجلت مرة أخرى إلى 2 أبريل. في الجلسة الثالثة له ذكر أبو ديب للقاضي بأنه تعرض للتعذيب بما في ذلك التعرض لعدد من أحكام إعدام وهمية والصدمات الكهربائية. تم تأجيل الجلسة إلى 2 مايو المقبل.
في 21 أيلول 2012 تم تخفيض عقوبته من قبل محكمة الاستئناف من عشر سنوات إلى خمس سنوات. يوم 1 يوليو عام 2013 تم رفض طلب أبو ديب بالتحقيق في مزاعم تعرضه للتعذيب من قبل محكمة النقض.